# Platja del Port d'Aro
La platja del Port d'Aro és una platja seminatural del municipi de Castell d'Aro, Platja d'Aro i s'Agaró (Baix Empordà), situada entre la desembocadura del riu Ridaura, al nord, que marca la divisòria amb la platja Gran d'Aro, tot i que a la sorra no hi ha discontinuïtat, i el Port Marina Port d'Aro, al sud. Amb una longitud de 475 m, està flanquejada per una pineda i el camping Vall d'Or.